# Кузнецов, Николай Андреевич (директор)
Николай Андреевич Кузнецов — советский хозяйственный, государственный и политический деятель, Герой Социалистического Труда.

## Биография
Родился в 1924 году в деревне Вороненка. Член КПСС.
Участник Великой Отечественной войны. С 1946 года — на хозяйственной, общественной и политической работе. В 1946—1990 гг. — организатор сельскохозяйственного производства в Запорожской области, директор совхоза имени Ленина Каменско-Днепровского района Запорожской области. 
Указом Президиума Верховного Совета СССР от 7 июля 1986 года присвоено звание Героя Социалистического Труда с вручением ордена Ленина и золотой медали «Серп и Молот».
Умер после 1990 года.

## Награды и звания
- Герой Социалистического Труда (07.07.1986).
- орден Ленина (07.07.1986)
- орден Ленина (08.04.1971)
- орден Октябрьской Революции (04.03.1982)
- орден Отечественной войны II степени (06.03.1985)
- орден Трудового Красного Знамени (08.12.1973)